# Saint-Pierre-le-Jeune catholique

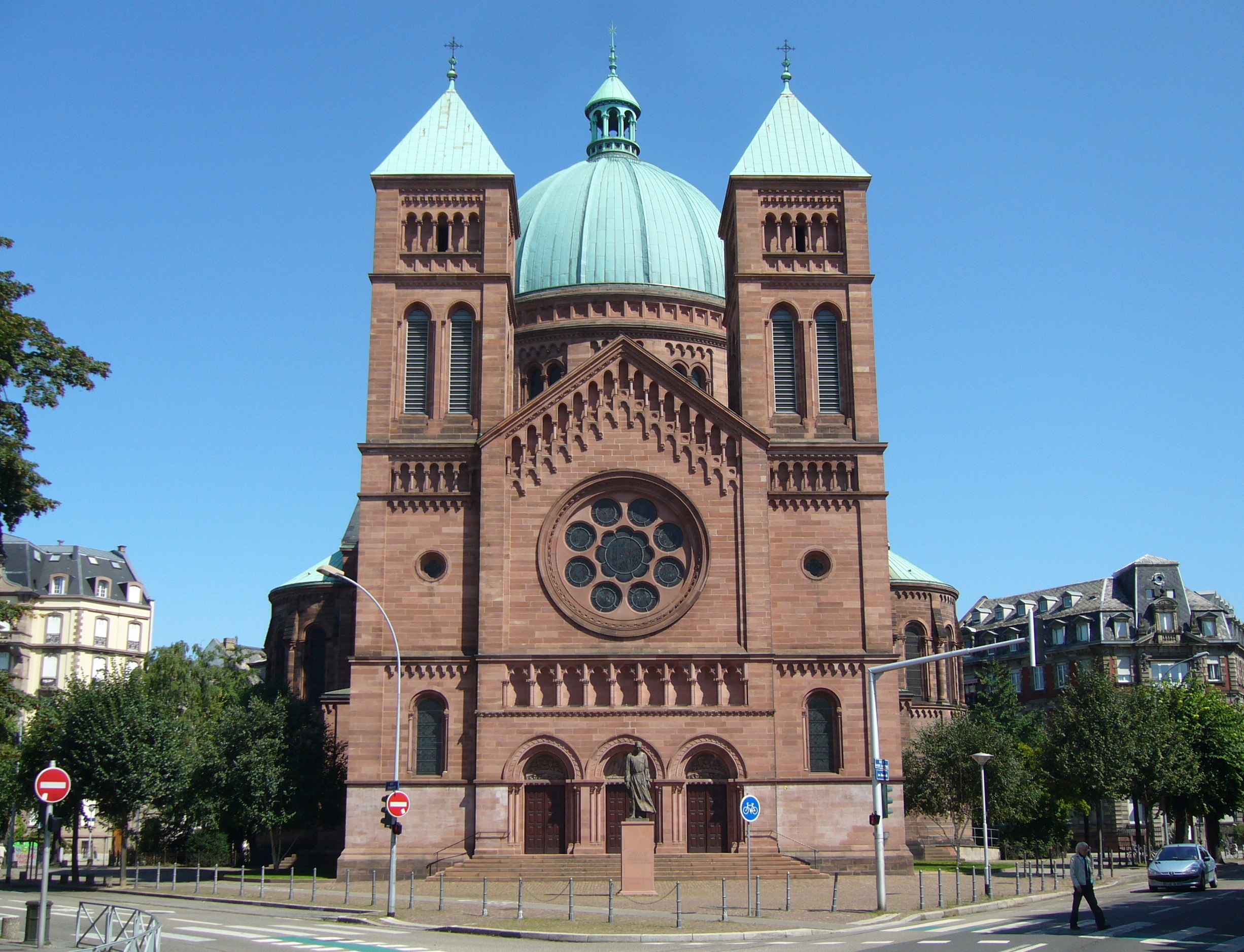
Kyrkans fasad.

Saint-Pierre-le-Jeune catholique är en katolsk kyrkobyggnad i Strasbourg i Frankrike. Den tillhör Strasbourgs katolska ärkestift.